# Boscà (orgueners)

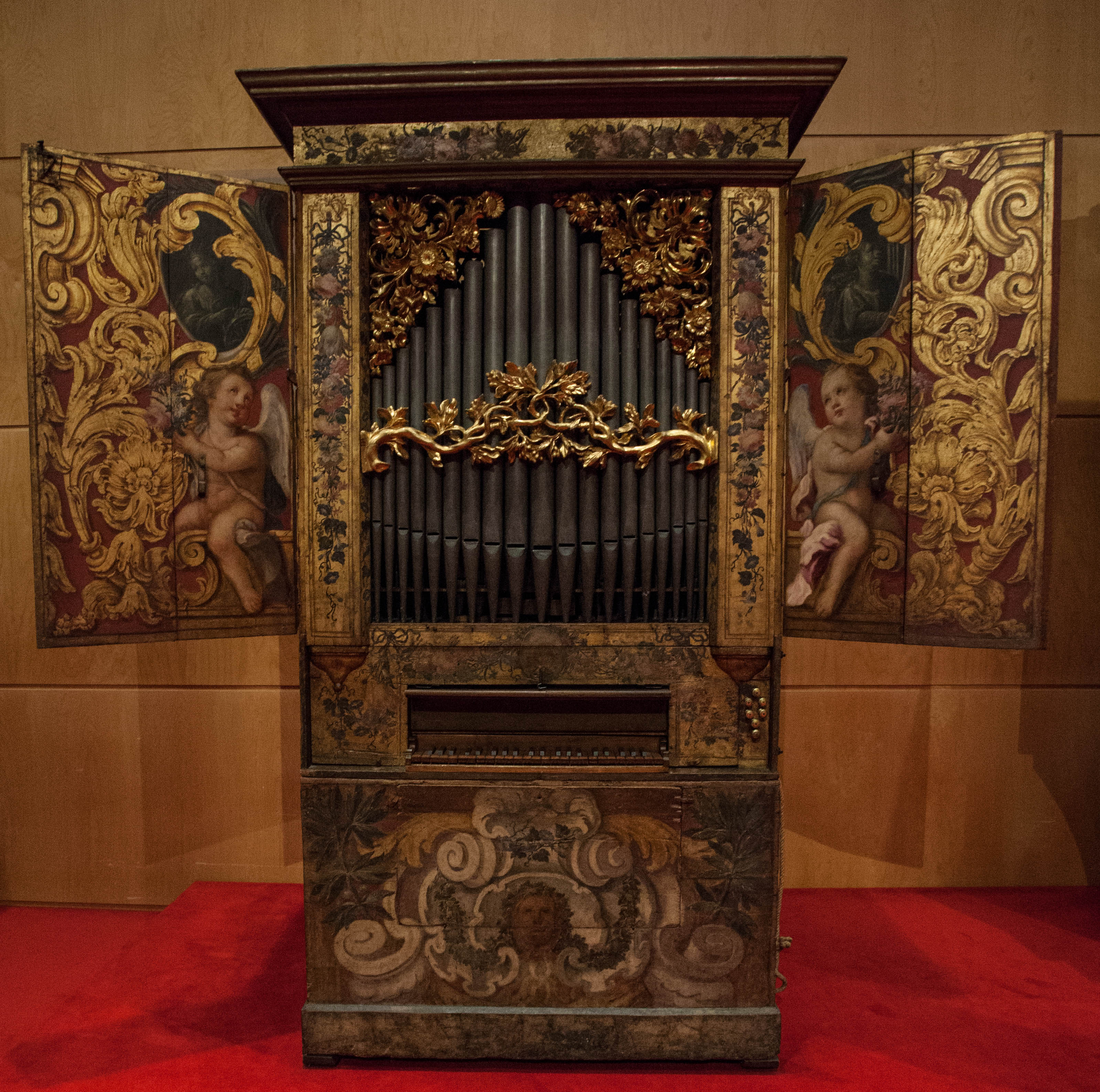
Orgue positiu atribuït a Josep Boscà i Serinyena, primer quart del, Barcelona

Els Boscà foren una familia d'orgueners originaris de València però actius principalment a Barcelona i Girona entre els segles XVII i xviii.

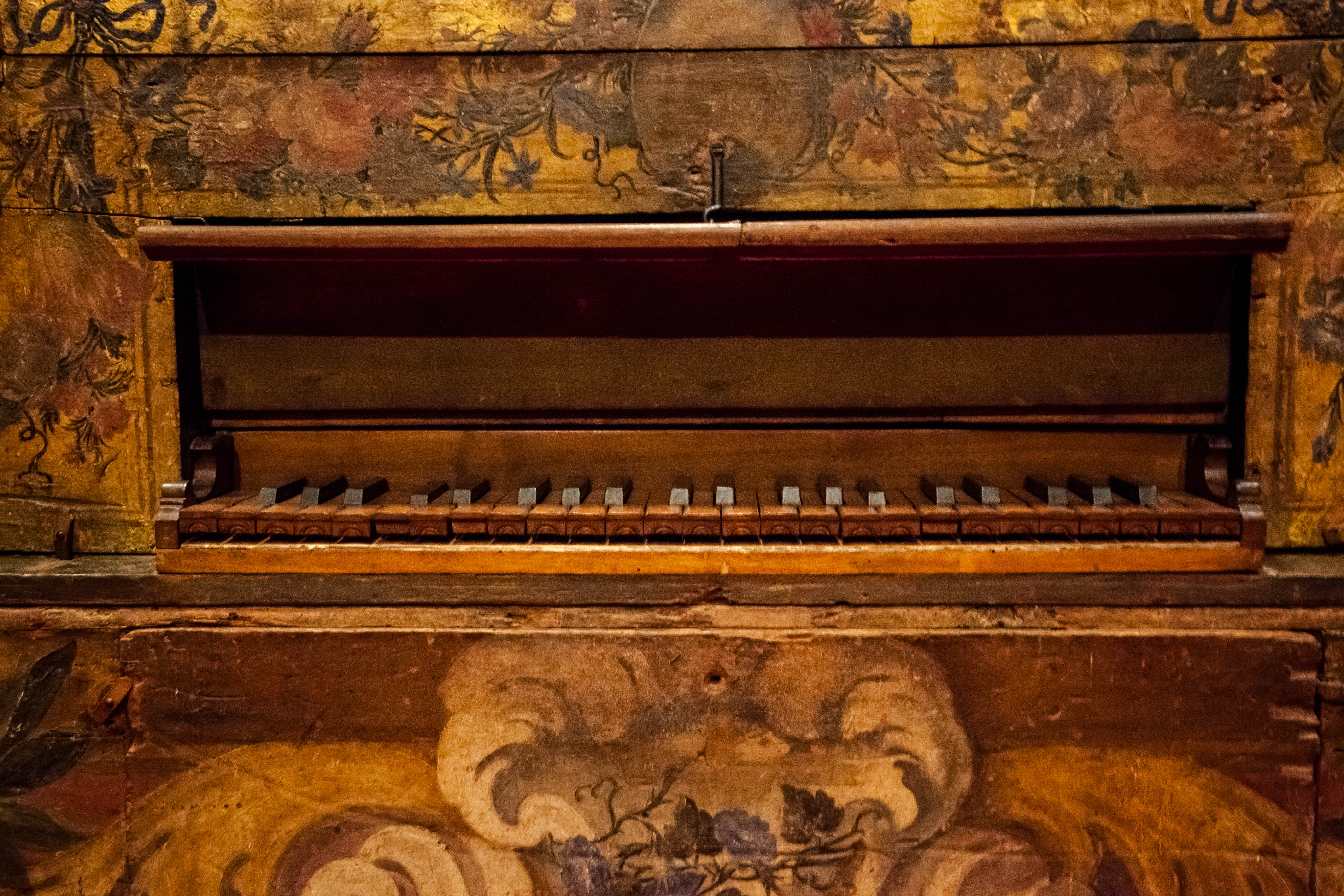
Detall del teclat

El pare, Josep Boscà i Serinyena (? - 1733) -qui va esdevenir orguener el 1688 amb el mestre Bartomeu Triay (?-1711)- va tenir dos fills: Antoni Boscà Llorenç i Josep Boscà Llorenç, que també van ser orgueners i mestres. Antoni també va tenir un fill, Josep Boscà, que seguí les passes dels anteriors.
Josep Boscà i Serinyena començà a treballar en la construcció d'orgues com el de Cadaqués i el de Sant Domènec de Girona el 1689 en restaurà d'altres, com l'orgue de Sant Vicenç de Besalú durant els dos anys que obrà a Castelló d'Empúries (1686-1688) així com el de Maria dels Turers de Banyoles, col·laborant amb l'orguener Joan Pau, i el Sant Francesc el 1684, col·laborant amb Francesc Roca, també orguener franciscà. El 1686 treballà a l'orgue de la catedral de Barcelona, on el 1703 esdevindria l'orguener. El mateix any, i juntament amb el seu fill Antoni, treballa en la construcció de l'orgue Montblanc (Tarragona). El 1709 construeix l'orgue dels Carmelites Descalços i el de la Capella de Sant Oleguer de Barcelona tres anys després, el 1712. Durant la seva estada a la catedral de Barcelona planejava ampliar els seus orgues, projecte que quedà interromput per la guerra de successió en 1714 i que reprendria un any després.
El 1715 i entre 1721 i 1723 construeix l'orgue de Sant Sever de Barcelona així com el de la catedral de Solsona (1718) i el de la catedral basílica Santa Creu de Barcelona, el 1721. Durant els que es creu són els seus últims anys, bastí l'orgue de Camprodón el 1731 i el d'Igualada el 1736 i també treballà al monestir de Montserrat i en el de Poblet el 1732. De Boscà i Serinyena se'n conserva un orgue positiu al Museu de la Música de Barcelona.
Antoni Boscà i Llorens construí l'orgue de Sant Oleguer de La Seu el 1712, mateix any que construí el del presbiteri de la capella del Santíssim de la catedral de Barcelona, l'únic orgue sencer seu que n'ha sobreviscut. Construí l'orgue de Sant Miquel de Barcelona el 1728, el de Santa Maria de les Jonqueres el 1731, el de Santa Maria de Mataró (entre 1734 i 1736) i va reformar l'orgue gran de Montserrat en 1737, mateix any que bastí el de l'església de Sampedor i l'orgue major de la Catedral basílica de la Santa Creu. Es creu que treballà a l'orgue de la catedral de Barcelona i a l'orgue de Santa Maria d'Igualada prop de 1758. Obrà com a orguener el 1734 a Santa Maria del Mar i el 1745 a Santa Maria del Pi (ambdós de Barcelona) i a Bagà (Berguedà) el 1750,on també construí un orgue quatre anys després, del qual només es conserva el coronament de la caixa.
De Josep Boscà i Llorens se sap que va construir el 1726 l'orgue de Sant Francesc de la Ciutadella conjuntament amb el seu pare. El 1734 és nomenat orguener de la catedral de Barcelona en substitució al seu pare, mateix any que treballa a l'orgue de la Catedral basílica Santa Creu de Barcelona.
Posteriorment, construí els orgues de Camprodon (1731), el de Santa Maria d'Alguaire (Segrià) (1736), el d'Alcover (Alt Camp) el 1745, el de Talarn (Pallars Jussà) el 1748, els de la Mercè i el de santa Maria del Pi el 1757 així com els de Monistrol de Montserrat i Sant Esteve de Banyoles, ambdós el 1758. Tots aquests orgues han estat, sovint, atribuïts al seu pare.De Josep Boscà i Llorens n'han sobreviscut dos orgues: el de Talarn i el de Sant Esteve de Banyoles.
De Josep Boscà (fill d'Antoni Boscà) se sap només que treballa als orgues de l'església de Santa Maria del Mar entre el 1783 i el 1784.